# Thea Gill
Thea Gill est une actrice  et chanteuse de jazz canadienne née le 5 avril 1970 à Vancouver.

## Biographie

### Jeunesse et études
Thea Gill est née à Vancouver au Canada.

### Carrière
Chanteuse de jazz, elle s'est déjà produite au Jazz Club Top O' The Senator. Elle a joué dans les films tels que Opération tornades, Judy Garland, la vie d'une étoile, ainsi que dans les séries Un tandem de choc (Due South), Top Cops, Royal Canadian Air Farce, Queer as Folk, Les Maîtres de l'horreur, Dante's Cove et Ghost Whisperer.

### Vie privée
Après avoir été mariée à Brian Richmond de 1993 à 2009, elle a épousé en 2013 l'actrice Gina Glass.

## Filmographie

### Cinéma
- 1993 : Lilly : Julia
- 1996 : Bubbles Galore : Orgasmic Angel
- 1998 : Papertrail : Eileen Gibbs
- 2000 : Washed Up : Bunny
- 2001 : Judy Garland, la vie d'une étoile : Lucille Bremer
- 2004 : Ice Men (en) : Jennifer
- 2005 : Eighteen (en) : Hannah
- 2006 : Seed : Sandra Bishop
- 2008 : Mulligans (en) : Stacey Davidson
- 2009 : Remembering Nigel : Elle-même
- 2010 : The Boy She Met Online : Kendra Oliver
- 2010 : The Putt Putt Syndrome : Sam
- 2011 : Mother Country : Andrea Dupree
- 2013 : Meth Head : elle-même
- 2015 : The Grid: Zombie Outlet Maul : Hazel Switch (Voix)
- 2016 : 20th Century Women : Gail
- 2020 : Shepard : Sherry

### Courts-métrages
- 2007 : Swap
- 2009 : Four Steps
- 2009 : The Strange Case of DJ Cosmic
- 2011 : Slip Away
- 2017 : Love, Colin

### Télévision

#### Téléfilms
- 1997 : Mary Higgins Clark: Ce que vivent les roses
- 2000 : Common Ground : Willa
- 2002 : Les Fantômes de High River : Pam
- 2002 : Opération tornades : Dee Mazur
- 2006 : En toute impunité : Margaret Dalton
- 2006 : The Making of 'Eighteen' : elle-même
- 2008 : 11th Annual Ribbon of Hope Celebration : elle-même
- 2010 : Dernier week-end entre amies : Cait Randell
- 2010 : Dishin' It Up!
- 2010 : Riverworld : Le Fleuve de l'éternité : la gardienne
- 2012 : La Vérité sur mon passé : Kane
- 2013 : Tornades de pierres : Tara Laykin
- 2016 : In the Black Margin : Julie Fine
- 2016 : In the Black : Julie Fine
- 2016 : Retrouvailles mortelles : Mrs. Edwards

#### Séries télévisées
- 1992 : Le Justicier des ténèbres : Victim #3
- 1993 : E.N.G. reporters de choc : Prositute
- 1995 : Kung Fu, la légende continue : Sue
- 1997 : Haute Finance (en) (Traders) : Shopper
- 1998 : Un tandem de choc : Tawny
- 2000 : D.C. : la réceptionniste
- 2000-2005 : Queer as Folk : Lindsay Peterson
- 2002 : En quête de justice (Just Cause) : Sally Stern
- 2002 : Larry King Live : elle-même
- 2003 : Bliss : Nina
- 2004 : Andromeda : Celine
- 2005 : Les Maîtres de l'horreur : Jane Cleaver
- 2005 : Le Messager des ténèbres : Caroline Beaumont
- 2006 : Réunion : Destins brisés
- 2006-2007 : Dante's Cove : Diana Childs
- 2009 : Ghost Whisperer : Amy Warner
- 2012 : Failing Upwards : Hazel Hamilton
- 2014 : Castle : Gloria Robbins